# EID
De eID (elektronische identiteitskaart) is sinds 2003 de Belgische elektronische identiteitskaart. Het moet niet worden verward met het Nederlandse elektronische identificatiesysteem Idensys, dat tot 2018 ook eID werd genoemd.

## Beschrijving
Op de kaart zit een chip, die allerlei extra informatie en functionaliteiten bevat. In 2006 werd beslist een Kid@Card-kaart, geschikt voor kinderen onder de 12 jaar, te voorzien. Later werd deze hernoemd naar de Kids-ID. Sinds eind 2009 zouden alle Belgen een elektronische identiteitskaart moeten hebben.

## Eigenschappen

### Zichtbare gegevens
De elektronische identiteitskaart heeft het formaat van een bankkaart en bevat een chip. De kaart is tien jaar geldig en draagt de volgende visueel zichtbare informatie:
- nationaliteit van de houder
- identiteitskaartnummer
- naam incl. voornamen
- pasfoto, zowel gewoon afgedrukt als verwerkt tot watermerk
- geboortedatum
- geslacht
- identificatienummer van het rijksregister
- plaats van afgifte
- uiterste geldigheidsdatum
- handtekening van de houder
- eventuele adellijke titel (koning, prins, graaf, baron, etc.)

Het adres van de houder staat niet op de kaart vermeld, maar is in de ingebouwde chip opgeslagen. De geboorteplaats (in feite geboortegemeente) stond vroeger op de kaart maar staat nu op de chip. De handtekening van de afgevende instantie (een gemeenteambtenaar) stond vroeger op de kaart maar is nu geschrapt.

### Verborgen gegevens
Op de chip staan, naast alle zichtbare informatie, ook nog:
- adres,
- twee X.509 PKI-certificaten van de gebruiker voor de twee RSA-sleutelparen hieronder vermeld
- een RSA-sleutelpaar voor authenticatie (bewijs van identiteit door middel van een elektronische handtekening)
- een RSA-sleutelpaar voor wettelijk geldige elektronische handtekening
- drie X.509 PKI-certificaten van de respectievelijke uitgevers (het hoofdcertificaat Belgische staat, die van de burgerautoriteit die de twee bovengenoemde sleutelbindende certificaten signeert, en die van de rijksregisterdienst die het foto-, identiteits- en adresbestand signeert)
- foto (JPEG van 140×200 pixels in grijswaarden)
- vingerafdrukken[3][4]

De kaart is conform de technische standaard ISO 7816.

## Toepassingen
Aan de identiteitskaart is een aantal certificaten gekoppeld. Deze worden gebruikt voor het authenticeren van de kaarthouder, om documenten elektronisch te ondertekenen met eenzelfde juridische waarde als een gewone handtekening (gekwalificeerde elektronische handtekening), om via CSAM in te loggen op beveiligde sites van de overheid, om de belastingaangifte online in te vullen, enz.

## Privacy
Het ter beschikking stellen van persoonlijk identiteitsgegevens via een chipkaart -die rechtstreeks door een computer kan gelezen worden- stelt echter een aantal mogelijke privacy-problemen.
Potentiële problemen zijn:
- De toegang tot de persoonsgegevens op de chip wordt niet beschermd door een pincode. Zodra een eID-kaart in een kaartlezer ingebracht wordt, kan de computer de persoonsgegevens op de kaart lezen zonder dat er nog enige actie van de gebruiker nodig is. Dit wil zeggen dat bijvoorbeeld eventuele spywareprogramma's in de computer direct toegang zouden kunnen krijgen tot alle gegevens op de kaart, inclusief naam, adres, foto, rijksregisternummer enz.
- De toegang tot de persoonsgegevens is niet beperkt tot bepaalde specifieke gegevens. Alle persoonsgegevens op de kaart zijn onbeperkt leesbaar. Indien bijvoorbeeld de eID-kaart in de kaartlezer ingebracht moet worden om iemands leeftijd te bepalen, is er niets dat dat programma tegenhoudt om zonder medeweten van de gebruiker andere gegevens (foto, adres e.d.) uit de kaart te lezen.
- Voor het uitvoeren van bepaalde verrichtingen (zoals het elektronisch ondertekenen van een document) is het nodig een pincode in te geven. Indien de kaartlezer in de computer niet over een eigen toetsenbord beschikt – wat bij alle goedkopere kaartlezers het geval is – dan gebeurt dit typisch via het toetsenbord van de computer. Dit kan opgemerkt en geregistreerd worden door eventuele spyware in de computer.
- Beide certificaten hebben dezelfde pincode. De gebruiker kan daarom niet bepalen tot welk certificaat de software toegang krijgt. Het is steeds alles of niets.
- Indien de gebruiker zijn pin- en pukcode verliest, kunnen deze opnieuw bezorgd worden door de gemeente. Dit wil zeggen dat deze gegevens ergens beschikbaar zijn.
- Er bestaat een mogelijkheid om de certificaten die in de kaart aanwezig zijn over te brengen naar een e-mailprogramma om daarmee berichten te ondertekenen (bewijzen dat het bericht daadwerkelijk van iemand afkomstig is). Het is echter zo dat het leesbare deel van het certificaat naast de naam ook het rijksregisternummer bevat en daardoor ook de geboortedatum en het geslacht. Deze informatie komt terecht in elk bericht dat met dit certificaat ondertekend is.

## Voetnoten
1. ↑  FAQ -  eID - Algemene Directie Identiteit en Burgerzaken. www.ibz.rrn.fgov.be. Gearchiveerd op 4 februari 2023. Geraadpleegd op 24 januari 2023.
2. ↑  Ludwig De Wolf, Uw geboorteplaats zal niet meer zichtbaar zijn op uw identiteitskaart. vrtnws.be (14 februari 2020). Gearchiveerd op 24 januari 2023. Geraadpleegd op 24 januari 2023.
3. ↑  Wet houdende diverse bepalingen met betrekking tot het Rijksregister en de bevolkingsregisters (1). www.ejustice.just.fgov.be. Gearchiveerd op 17 maart 2024.
4. ↑  Braeckman, Koen, Grondwettelijk Hof: digitale vingerafdruk mag op elektronische identiteitskaart. vrtnws.be (14 januari 2021). Gearchiveerd op 24 januari 2023. Geraadpleegd op 24 januari 2023.